# フランコ・フォリーニ
フランコ・フォリーニ（Franco Forini, 1958年9月22日 - ）は、スイスの元レーシングドライバー。1985年のイタリアF3チャンピオン。1987年のF1世界選手権に出走した。

## 経歴

### 初期-フォーミュラ3
母国スイスでは1955年のル・マン24時間レースで83人の死者を出した大事故の後、スイス国内でのモータースポーツ開催が禁止されたため、フォリーニはレースキャリアをイタリアで開始する。1979年にイタリア・アスルファッド・トロフィーに参戦。1980年には同シリーズでポディウムを獲得するなど、ランキング7位となった。同年には中古のマーチ・793で完全なるプライベーターとしてイタリアF3にスポット参戦する。シェブロン・B31でヴァレルンガ6時間レースへも参戦した。
継続参戦をしていたイタリアF3では1983年に初勝利を挙げランキング3位、1984年は2勝を挙げランキング5位と結果を残し、フォルティ・コルセに加入した1985年にダラーラ・F385 VWで5勝を挙げシリーズチャンピオンとなった。F3タイトル獲得により当時の規定ではスーパーライセンスの獲得資格を得られ、国際F3000参戦チームからのオファーも届いた。同年のモナコGP併催のインターF3レースでは準優勝した。

### フォーミュラ3000
1986年にイタリアF3に参戦しつつ、国際F3000に参戦していたコローニから誘われヴァレルンガで行われる国際F3000第2戦に出場したが、予選不通過に終わる。その後サンレモ・レーシングからもオファーがあり、第5戦イモラに出場すると、サンレモでの初戦にして6位に入賞しポイントを獲得。しかし第7戦から3連続予選落ちを喫し、シートをアレッサンドロ・サンティンへと奪われ、F3000参戦は終了となった。

### フォーミュラ1
1987年9月、イタリアの小チーム・オゼッラから誘いを受け、第11戦イタリアGPからフォーミュラ1に参戦。同GPのオゼッラピットには同胞スイスの先輩クレイ・レガツォーニやマルク・スレールがフォリーニの応援に訪れる姿もあった。しかしオゼッラのマシンは旧式で戦闘力はなく、決勝レースに進出したイタリアGPではターボにトラブルが発生、ポルトガルGPでは走行中サスペンションに異常が発生しリタイアした。第13戦スペインGPではチームメイトのアレックス・カフィと共に2台揃って予選不通過に終わり、フォリーニの短いF1参戦は終了した。

### 再びフォーミュラ3ヘ
1988年はイタリアF3とドイツF3に出走した。1989年は個人資金でイタリアF3にスポット参戦し、1990年まで参戦した。引退後はスイス・ティチーノ州ロカルノ近郊のミヌージオで輸送および出荷会社を経営している。

## レース戦績

### ヨーロッパ・フォーミュラ3選手権
| 年     | チーム             | シャシー          | エンジン       | 1      | 2     | 3   | 4   | 5   | 6   | 7   | 8   | 9       | 10    | 11  | 12  | 13  | 14      | 15  | 16  | Pos. | Pts |
| ------ | ------------------ | ----------------- | -------------- | ------ | ----- | --- | --- | --- | --- | --- | --- | ------- | ----- | --- | --- | --- | ------- | --- | --- | ---- | --- |
| 1982年 | フォルティ・コルセ | マルティニ・MK37  | アルファロメオ | MUG 17 | NÜR   | DON | ZOL | MAG | ÖST | ZAN | SIL | MNZ Ret | PER 4 | LAC | KNU | NOG | JAR Ret | KAS |     | 16位 | 3   |
| 1983年 | ヴェンチュリニ     | ダラーラF382/F383 | トヨタ・2T-G   | VLL 16 | NÜR C | ZOL | MAG | ÖST | LAC | SIL | MNZ | MIS     | ZAN   | KNU | NOG | JAR | IMO 7   | DON | CET | NC   | 0   |

### フォーミュラ1
| 年     | エントラント | シャーシ | エンジン                   | 1   | 2   | 3   | 4   | 5   | 6   | 7   | 8   | 9   | 10  | 11      | 12      | 13      | 14  | 15  | 16  | WDC | ポイント |
| ------ | ------------ | -------- | -------------------------- | --- | --- | --- | --- | --- | --- | --- | --- | --- | --- | ------- | ------- | ------- | --- | --- | --- | --- | -------- |
| 1987年 | オゼッラ     | FA1G     | アルファロメオ890T1.5 V8 t | BRA | SMR | BEL | MON | DET | FRA | GBR | GER | HUN | AUT | ITA Ret | POR Ret | ESP DNQ | MEX | JPN | AUS | NC  | 0        |

### ドイツ・フォーミュラ3選手権
| 年     | エントラント   | シャーシ      | エンジン | クラス | 1   | 2      | 3     | 4       | 5       | 6     | 7     | 8     | 9     | 10       | 11      | 12   | 順位 | ポイント |
| ------ | -------------- | ------------- | -------- | ------ | --- | ------ | ----- | ------- | ------- | ----- | ----- | ----- | ----- | -------- | ------- | ---- | ---- | -------- |
| 1988年 | JSK Generalbau | ダラーラ F388 | VW       | A      | ZOL | HOC 14 | NÜR 5 | BRN Ret | HOC2 15 | MAI 5 | NOR C | WUN 6 | SAL 7 | NÜR2 Ret | HUN Ret | HOC3 | 13位 | 62       |

- 太字はポールポジション、斜字はファステストラップ。